# 家是香港

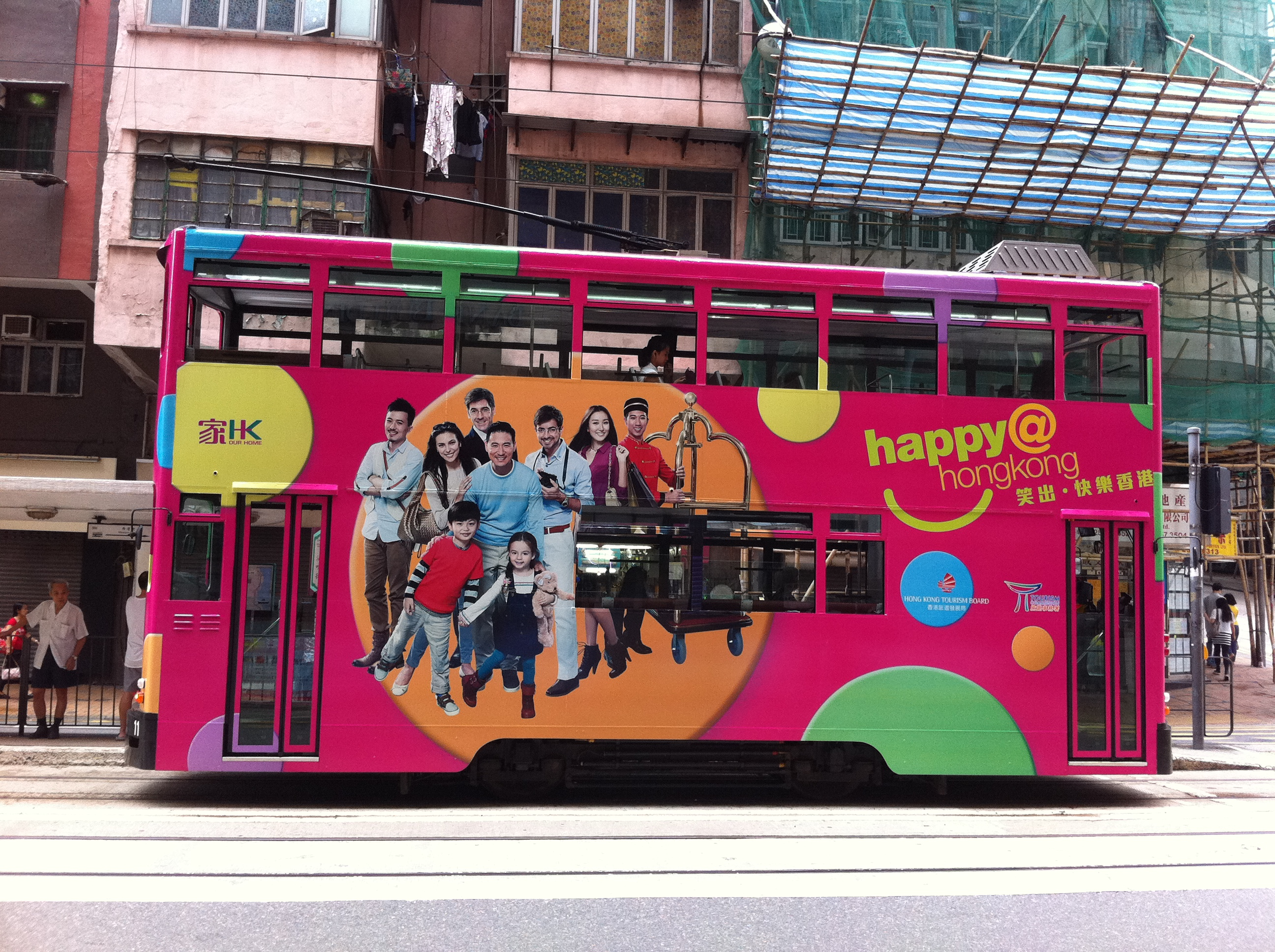
帶有家是香港廣告的一輛香港電車。

家是香港（英語：Hong Kong Our Home）是由香港政府聯同社會各界於2013年4月23日至12月共同舉辦的運動，旨在為香港注入正能量，加強香港社會的凝聚力，並且喚起香港市民對香港這個家庭的關愛和承擔。運動包括在各個香港行政區劃舉行逾480項活動，分為活力、潮流、關愛和清新四大主題。

## 組織
家是香港由政務司司長林鄭月娥擔任主席，由民政事務局局長曾德成擔任副主席；秘書處由政府新聞處擔任。

## 成員
行政長官辦公室、公務員事務局、商務及經濟發展局、發展局、教育局、環境局、財經事務及庫務局、食物及衞生局、民政事務局、勞工及福利局、運輸及房屋局、環境保護署、食物環境衞生署、民政事務署、康樂及文化事務署、香港電台及社會福利署。
公私合營、青年、商會、社區、宗教團體、義工、慈善機構、非政府組織、私人公司以至個人亦可以加入成為伙伴機構。至啟動禮當日，家是香港共有約180個伙伴機構。

### 列席者
行政署、衞生署、房屋署、創意香港辦公室、效率促進組、創新科技署及旅遊事務署。

## 主題
家是香港分為活力、潮流、關愛和清新四大主題，由4個相關工作小組統籌及舉辦。

### 活力香港
活力香港工作小組召集人為康樂及文化事務署署長馮程淑儀，「活力香港」主要為促進香港活力與多元化的重大文化、體育及文娛活動。

### 潮流香港
潮流香港工作小組召集人為民政事務局副秘書長傅小慧，「潮流香港」主要為開闊青年人眼界；促進青年人發揮創意及領袖才能，並且提升其對香港社會的責任感及承擔感的活動。

### 關懷香港
關愛香港工作小組召集人為民政事務總署署長陳甘美華，副召集人為社會福利署署長聶德權，「關懷香港」主要為促進鄰里互助及鼓勵關愛弱勢社群的活動。

### 清新香港
清新香港工作小組召集人為環境局常任秘書長/環境保護署署長王倩儀，副召集人為食物環境衞生署署長梁卓文，「清新香港」主要為促進低碳、減廢、愛護大自然和崇尚健康生活方式的活動。

## 歷史
2013年4月23日，林鄭月娥、多位局長和香港政府部門首長穿上印有「家是香港」標誌的白色上衣，與包括體育、文化及教育等界別團體逾250名人士一同出席在香港歷史博物館舉行的家在香港啟動禮。當中170名代表每人繪畫一幅油畫，合併砌成兩幅大型的香港景觀圖，作為啟動禮的背景，以示意共同建設香港。一眾官員更與馬頭涌官立小學合唱團和嘉賓合唱《獅子山下》一曲，作為啟動禮一部分。
2013年4月26日起一連3日，各問責官員到訪各個香港行政區劃，展開及參與「全城清潔大行動」。4月26日，政務司司長林鄭月娥在食物及衛生局長高永文陪同下在大埔墟街市主持啟動儀式，兩人親身拿起抹布清潔街市的扶手鐵欄，並且宣傳清潔運動訊息。她指出，香港政府重視環境衛生，每年耗資20億港元在廢物收集及街道清潔上，不遺餘力做好環境衛生事務，亦需要每一位香港市民參與，齊心事成。4月27日，政制及內地事務局局長譚志源在深水埗參與全城清潔運動。4月28日早上，財政司司長曾俊華到訪灣仔鵝頸橋，使用清水及掃把清涮鵝頸橋底，鄰近巴士站附近的街道，又向公眾派發清潔消毒包。商務及經濟發展局局長蘇錦樑到訪南區香港仔田灣徑參與運動，期間清潔街道及派發清潔消毒包予居民；其後轉往海洋公園向遊客派發清潔消毒包。下午，行政長官梁振英和律政司司長袁國強到訪西環石塘咀街市清潔，及向公眾派發清潔消毒包。
2013年5月18日，「惜食香港運動」開始，藉以香港社會減少廚餘及提升香港市民減少廢物的意識及生活習慣，為期3年，包括舉辦一系列宣傳及教育活動，例如展覽及比賽等，及在社區和團體招募「惜食大使」，在他們接受訓練後於社區和團體中推廣相關信息及實用建議；此外，又會推行《惜食約章計畫》，與逾110個機構簽署合約，鼓勵及表揚致力減少廚餘的機構。同月月尾，「海岸清潔運動」展開。同月至9月，「節能約章」在各大商場推出。5月26日，香港政府定為「全城正能量日」。
2013年12月，「家是香港」結束，由「築福香港」活動接力，於2014年農正月初七起啟動。

## 主題曲
《同舟之情》，由香港歌手張學友和陳奕迅主唱。

## 相關參見
- 香港節
- 香港週
- 齊心香港高飛
- 活出繽fun
- 築福香港（2014年）
- 欣賞香港（2016年）
- 香港精神號
- We Like Hong Kong